# Austin Flint (1836-1915)
Austin Flint (Northampton, 1836 – 1915) è stato un fisiologo statunitense, figlio dell'omonimo medico.
Anch'egli, come suo padre, lavorò al Bellevue Hospital Medical College, dove ottenne una cattedra al Dipartimento di Fisiologia e Microbiologia dal 1861 al 1897. Nello stato di New York fece anche il chirurgo generale.
Suo figlio si chiamò Austin Flint III (1868-1955), anch'egli professore di medicina e chirurgia presso il Bellevue Hospital Medical College di New York. Fu anche ostetrico.
Ad Austin II sono associati l'arcata di Flint, un arco arterovenoso alla base della piramide renale, e la seconda legge di Flint, o legge di Flint II, riguardante l'ontogenesi e la filogenesi degli organi.